# Tipula (Lunatipula) bullata
Tipula (Lunatipula) bullata is een tweevleugelige uit de familie langpootmuggen (Tipulidae). De soort komt voor in het Palearctisch gebied.